# Bassfield
Bassfield is een plaats (town) in de Amerikaanse staat Mississippi, en valt bestuurlijk gezien onder Jefferson Davis County.

## Demografie
Bij de volkstelling in 2000 werd het aantal inwoners vastgesteld op 315.
In 2006 is het aantal inwoners door het United States Census Bureau geschat op 287, een daling van 28 (-8,9%).

## Geografie
Volgens het United States Census Bureau beslaat de plaats een oppervlakte van
2,8 km², geheel bestaande uit land. Bassfield ligt op ongeveer 139 m boven zeeniveau.

## Plaatsen in de nabije omgeving
De onderstaande figuur toont nabijgelegen plaatsen in een straal van 28 km rond Bassfield.